# Georgetown, McDonough County, Illinois
Georgetown är en ort i McDonough County i delstaten Illinois, USA.